# Skate America de 1986
O Skate America de 1986 foi a sexta edição do Skate America, um evento anual de patinação artística no gelo organizado pela Associação dos Estados Unidos de Patinação Artística (em inglês:  United States Figure Skating Association). A competição foi disputada na cidade de Portland, Maine, Estados Unidos.

## Eventos
- Individual masculino
- Individual feminino
- Duplas
- Dança no gelo

## Medalhistas
| Evento                        | Ouro                                         | Prata                                             | Bronze                                              |
| Individual masculino detalhes | Brian Boitano · Estados Unidos               | Viktor Petrenko · União Soviética                 | Daniel Doran · Estados Unidos                       |
| Individual feminino detalhes  | Tiffany Chin · Estados Unidos                | Tonya Harding · Estados Unidos                    | Agnès Gosselin · França                             |
| Duplas detalhes               | Katy Keely · Joseph Mero · Estados Unidos    | Denise Benning · Lyndon Johnston · Canadá         | Liudmila Koblova · Andrei Kalitin · União Soviética |
| Dança no gelo detalhes        | Isabelle Duchesnay · Paul Duchesnay · França | Suzanne Semanick · Scott Gregory · Estados Unidos | Jo-Anne Borlase · Scott Chalmers · Canadá           |

## Resultados

### Individual masculino
| Pos.              | Nome            | Nacionalidade   |
| ----------------- | --------------- | --------------- |
| Medalha de ouro   | Brian Boitano   | Estados Unidos  |
| Medalha de prata  | Viktor Petrenko | União Soviética |
| Medalha de bronze | Daniel Doran    | Estados Unidos  |
| 4                 |                 |                 |
| 5                 |                 |                 |
| 6                 | Matthew Hall    | Canadá          |
| 7                 |                 |                 |
| 8                 |                 |                 |
| 9                 |                 |                 |
| 10                |                 |                 |
| 11                |                 |                 |
| 12                |                 |                 |
| 13                | Jaimee Eggleton | Canadá          |
| ...               |                 |                 |

### Individual feminino
| Pos.              | Nome               | Nacionalidade  |
| ----------------- | ------------------ | -------------- |
| Medalha de ouro   | Tiffany Chin       | Estados Unidos |
| Medalha de prata  | Tonya Harding      | Estados Unidos |
| Medalha de bronze | Agnès Gosselin     | França         |
| 4                 |                    |                |
| 5                 | Patricia Schmidt   | Canadá         |
| 6                 |                    |                |
| 7                 |                    |                |
| 8                 | Pamela Giangualano | Canadá         |
| ...               |                    |                |

### Duplas
| Pos.              | Nome                              | Nacionalidade   |
| ----------------- | --------------------------------- | --------------- |
| Medalha de ouro   | Katy Keely / Joseph Mero          | Estados Unidos  |
| Medalha de prata  | Denise Benning / Lyndon Johnston  | Canadá          |
| Medalha de bronze | Liudmila Koblova / Andrei Kalitin | União Soviética |
| 4                 | Laurene Collin / John Penticost   | Canadá          |
| ...               |                                   |                 |

### Dança no gelo
| Pos.              | Nome                                    | Nacionalidade  |
| ----------------- | --------------------------------------- | -------------- |
| Medalha de ouro   | Isabelle Duchesnay / Paul Duchesnay     | França         |
| Medalha de prata  | Suzanne Semanick / Scott Gregory        | Estados Unidos |
| Medalha de bronze | Jo-Anne Borlase / Scott Chalmers        | Canadá         |
| 4                 |                                         |                |
| 5                 |                                         |                |
| 6                 | Stefania Calegari / Pasquale Camerlengo | Itália         |
| 7                 |                                         |                |
| 8                 | Melanie Cole / Martin Smith             | Canadá         |
| ...               |                                         |                |

## Quadro de medalhas
| Ordem | País            | Medalha de ouro | Medalha de prata | Medalha de bronze |    | Ordem por total |
| ----- | --------------- | --------------- | ---------------- | ----------------- | -- | --------------- |
| 1     | Estados Unidos  | 3               | 2                | 1                 | 6  | 1               |
| 2     | França          | 1               |                  | 1                 | 2  | 2               |
| 3     | Canadá          |                 | 1                | 1                 | 2  | 2               |
| 3     | União Soviética |                 | 1                | 1                 | 2  | 2               |
| TOTAL | TOTAL           | 4               | 4                | 4                 | 12 | —               |